# اوبرومز
اوبرومز (به فرانسوی: Aubrometz) یک کمون در فرانسه است که در پا-دو-کاله واقع شده‌است. اوبرومز ۲٫۷۲ کیلومتر مربع مساحت دارد ۵۰ متر بالاتر از سطح دریا واقع شده‌است.